# Liwadija-Palast

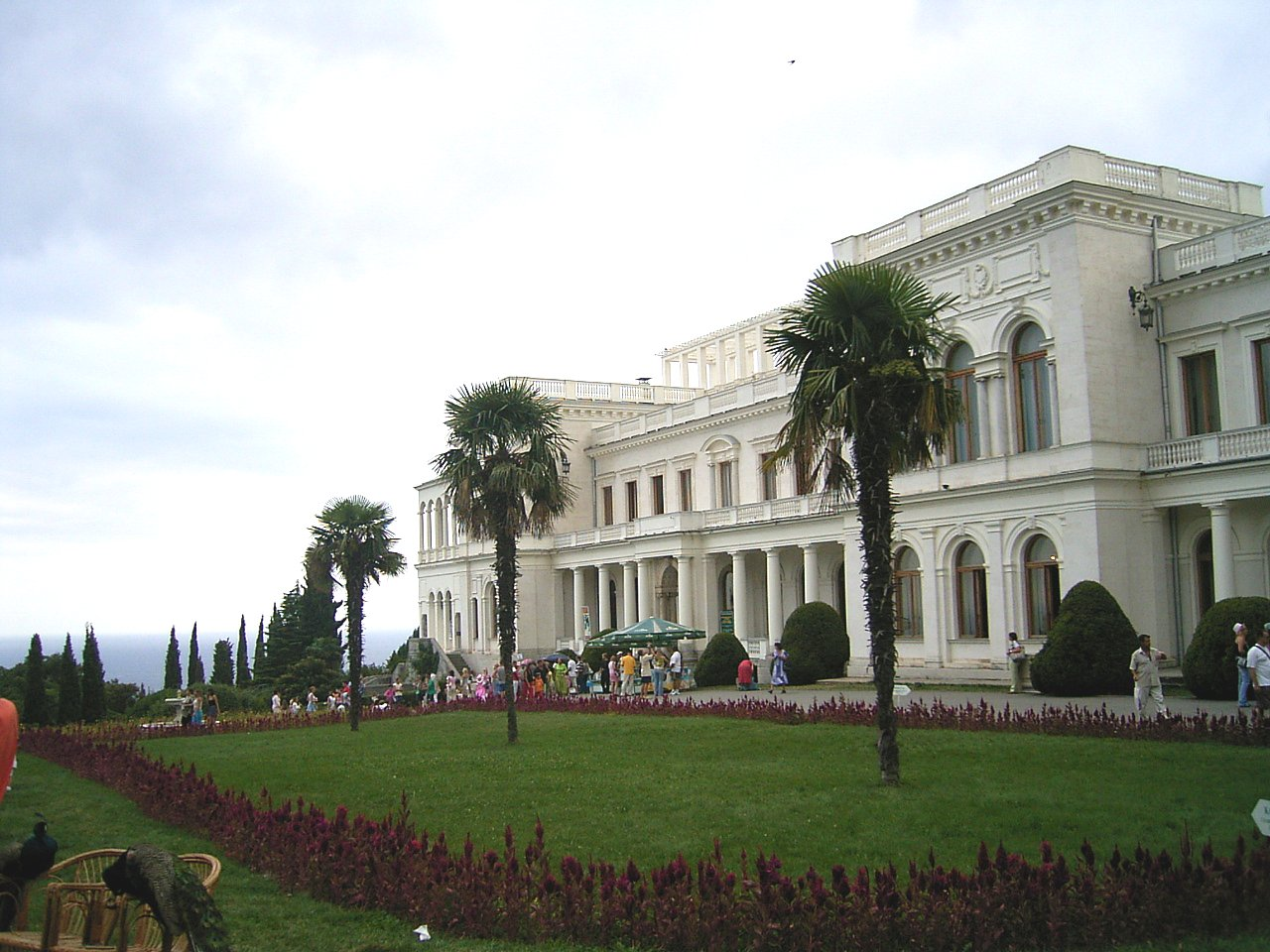
Vorderseite des Liwadija-Palastes

Der Liwadija-Palast (ukrainisch Лівадійський палац/Liwadijskyj palaz; russisch Ливадийский дворец/Liwadijski dworez) war die Sommerresidenz des letzten russischen Zaren Nikolaus II. Er liegt in Liwadija, einem Vorort von Jalta, auf der Halbinsel Krim am Ufer des Schwarzen Meeres und wurde in den Jahren 1910 und 1911 anstelle eines vorherigen Palastes gebaut. 1945 fand hier die Konferenz von Jalta statt.

## Palastanlage

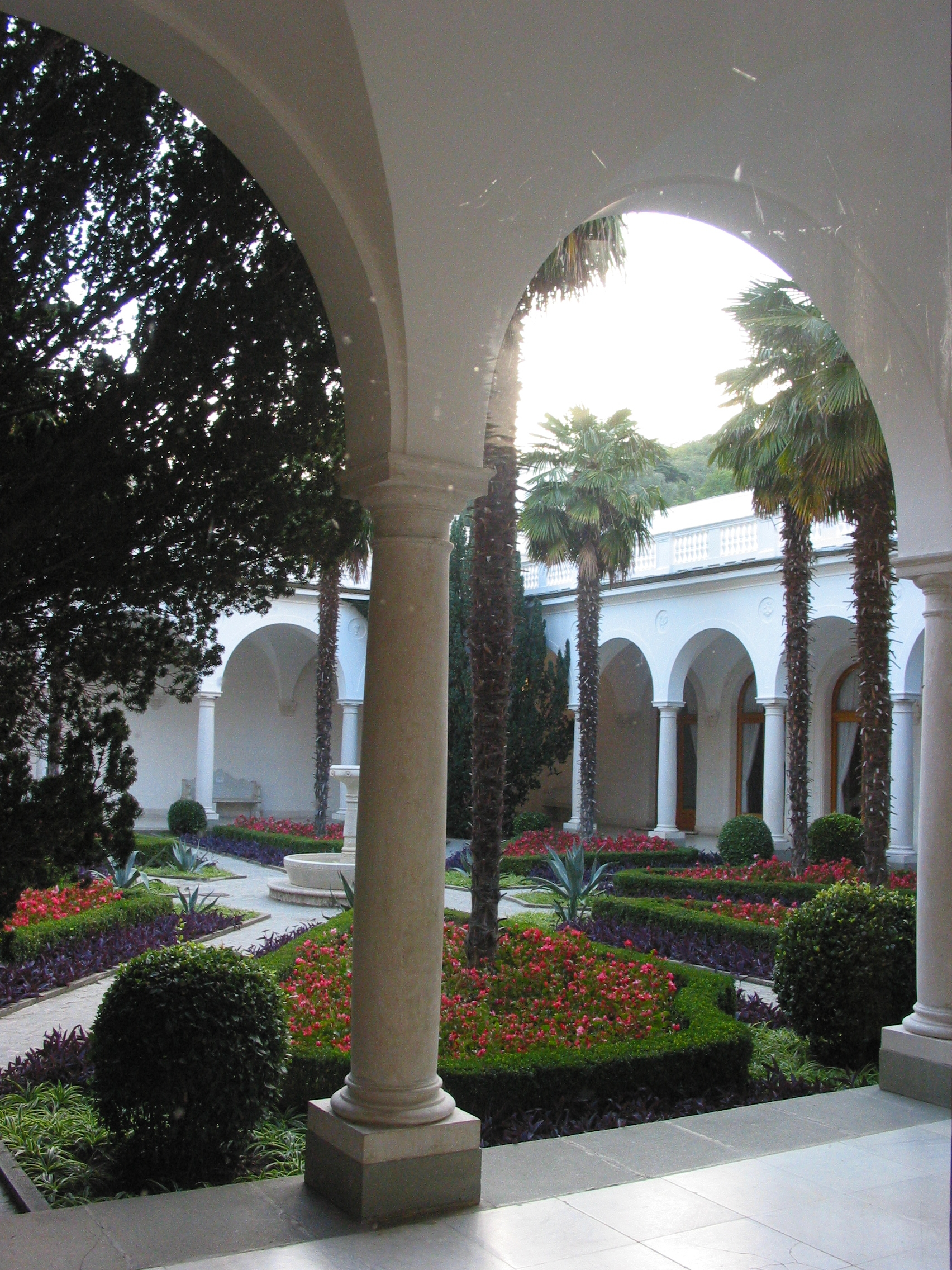
Italienischer Innenhof

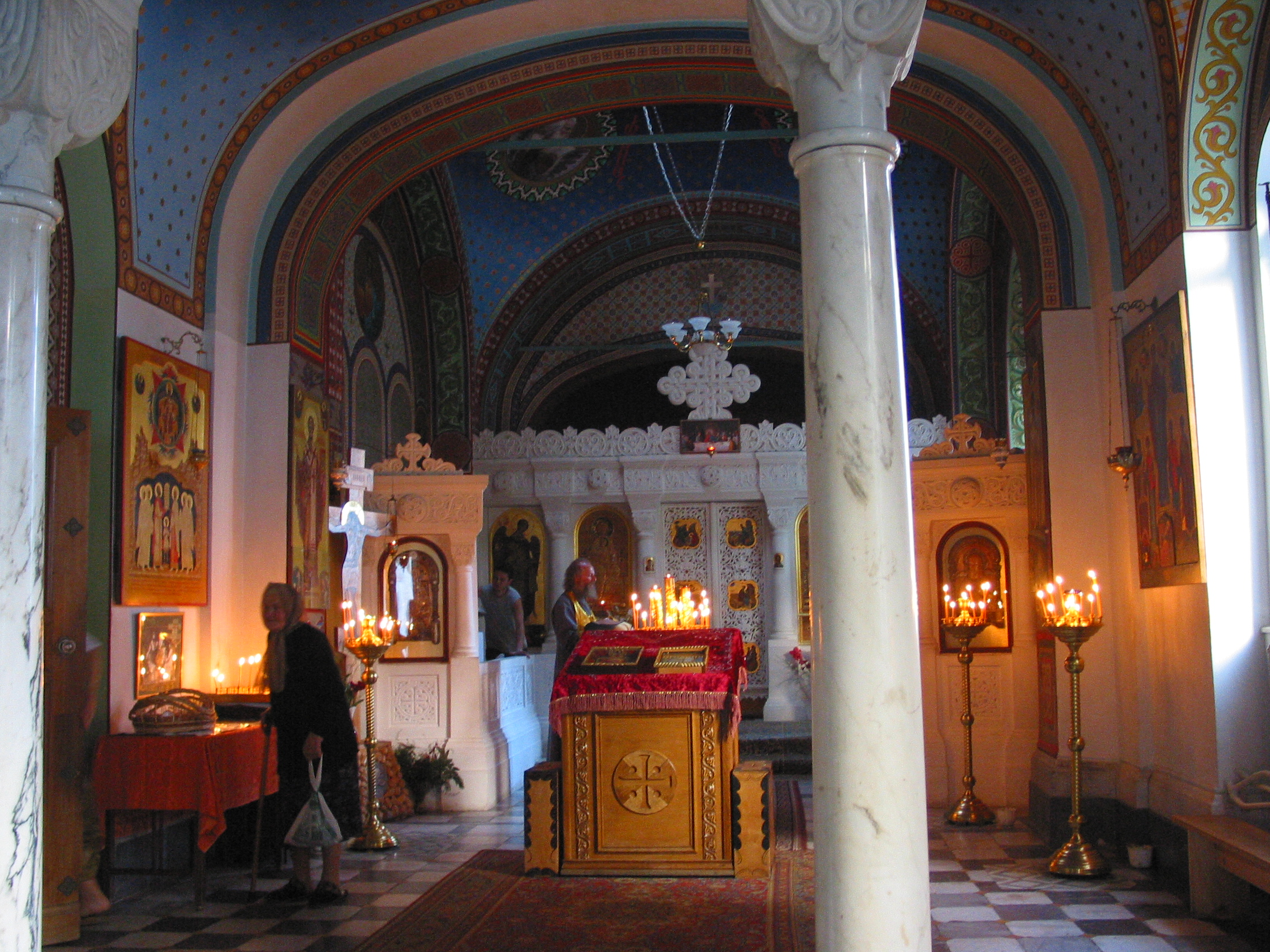
Inneres der russisch-orthodoxen Palastkirche

Die Palastanlage umfasst als Haupttrakt den eigentlichen Liwadija-Palast, den sogenannten Weißen Palast, der als Wohn- und Repräsentationsgebäude ausschließlich für die kaiserliche Familie bestimmt war. Der Weiße Palast hat zwei Stockwerke und zwei Innenhöfe (italienischer und maurischer Innenhof). Daneben besteht die Palastanlage aus zwei großen Nebentrakten, wobei der eine für die Minister und der andere für den Hofstaat und die Bediensteten bestimmt war. Dies war notwendig, da der Zar sich z. T. mehrere Monate in Liwadija aufhielt. Außerdem verfügt die Palastanlage über eine kleine russisch-orthodoxe Kirche, die 1866 vom russischen Architekten Ippolito Monighetti erbaut wurde, sowie einen großzügigen englischen Landschaftspark.

## Geschichte

### Sommerresidenz der Zaren

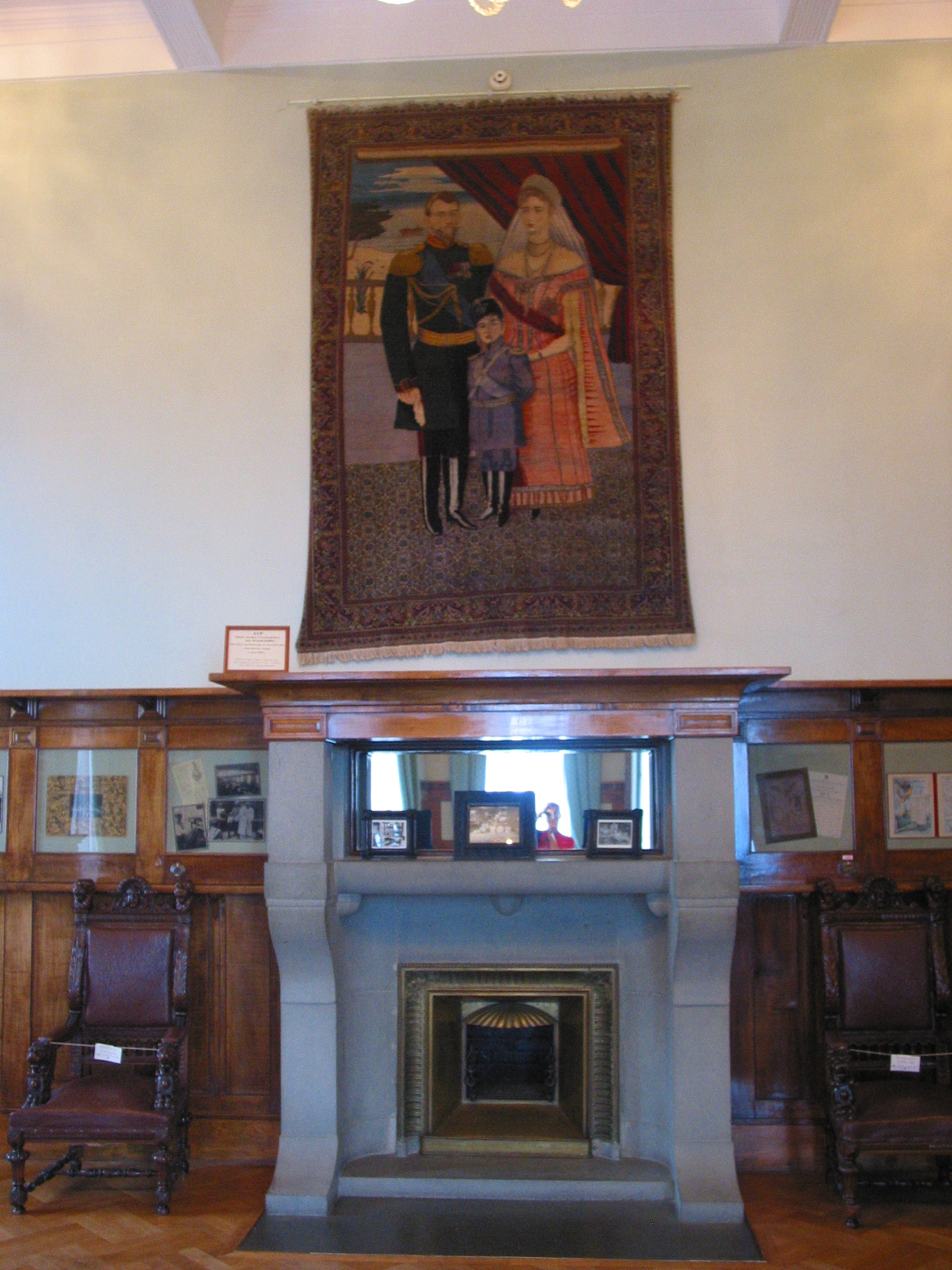
Wandteppich mit letzter Zarenfamilie

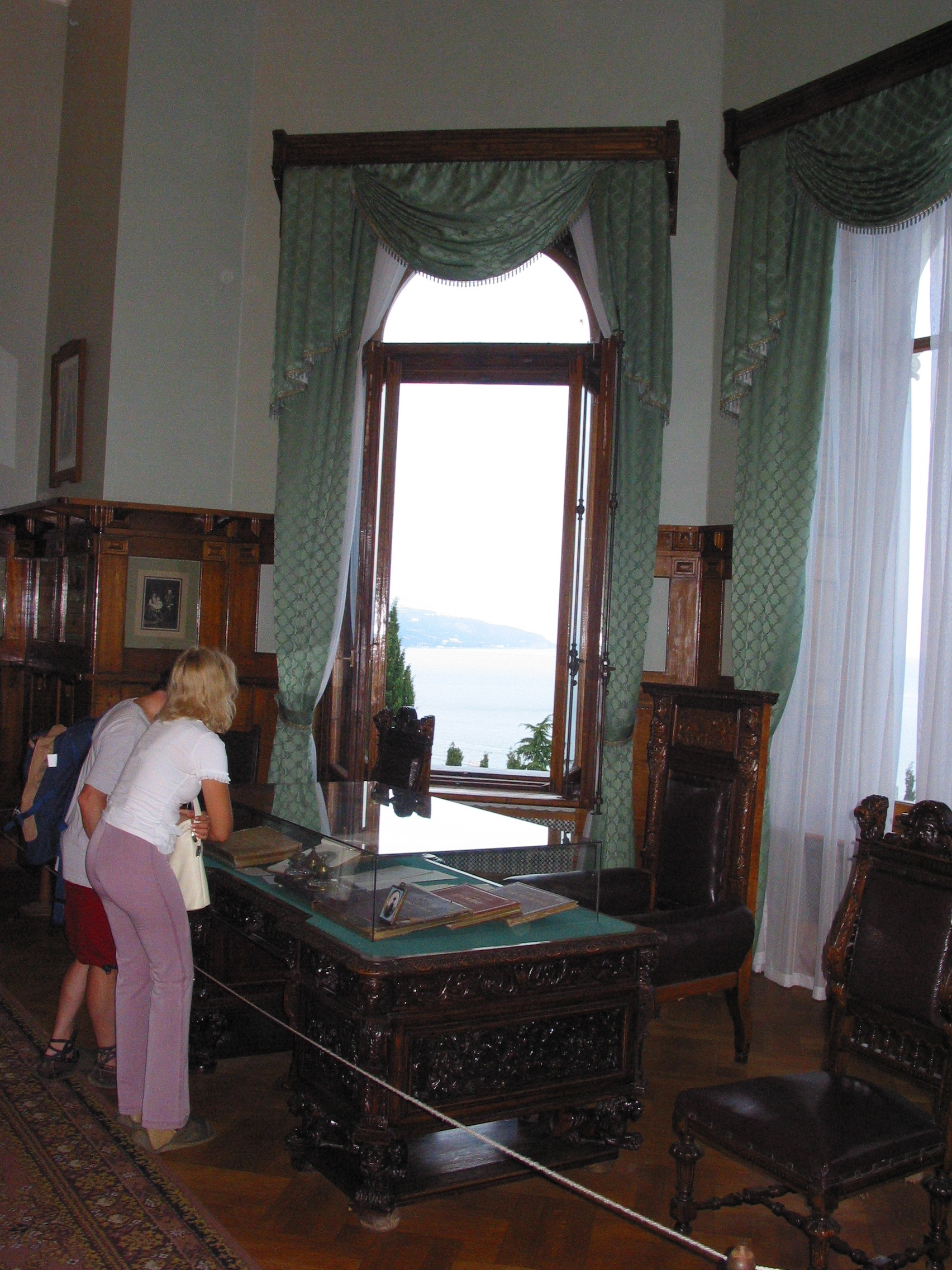
Büro von Nikolaus II.

Nach 1835 war vom polnischen Adligen Lew Potocki in der krimtatarischen Siedlung Liwadiya ein Herrenhaus mit großzügiger Parkanlage und Höfen angelegt worden.
Im Jahr 1861 wurde dieses für den russischen Zaren Alexander II. und die kaiserliche Familie als Sommerresidenz erworben. In den Jahren 1862 bis 1866 wurde das Potocki-Herrenhaus unter Leitung des Architekten I. A. Monigetti in einen ersten Palast umgebaut. Nach dem Tod von Alexander II. im Jahr 1881 war das Schloss die Sommerresidenz seines Sohnes, Zar Alexander III. Neben der Sommerresidenz Liwadija verwendete der Zar auch das Jagdschloss Massandra unweit von Jalta. Alexander III. verstarb nach dreizehn Jahren Regentschaft im Jahr 1894 im Liwadija-Palast selbst.
Das Schloss ging an seinen Sohn, den letzten Zaren von Russland, Nikolaus II., über. Nachdem das vorhandene Gebäudeensemble 1909 wegen starker Grundwasserschäden abgerissen worden war, ließ Nikolaus II. von dem Jaltaer Architekten Nikolai Krasnow, der mit den schwierigen Bodenverhältnissen gut vertraut war, den heutigen Weißen Palast errichten. Die Zarin Alexandra wünschte sich an dem damals abgelegenen Ort alle modernen Annehmlichkeiten wie Telefon und elektrischen Strom. Nikolaus II. ließ den gesamten Palast mit Nebentrakten von 1910 bis 1911 im frühen italienischen Renaissance-Baustil mit einem Innenhof in maurischem Stil bauen. Als Baumaterial wurden spezielle oberflächenbehandelte weiße Kalksteine aus Inkerman verwendet. Das Gebäude enthielt 116 Räume in verschiedenen Stilen und wurde am 11. September 1911 eingeweiht. Der Liwadija-Palast wurde zur Lieblingsresidenz des Zaren, da es hier im Gegensatz zu Sankt Petersburg möglich war, ein halbwegs normales Familienleben zu führen. Er verwendete ihn als seine Sommerresidenz bis zum Ende seiner Regentschaft im Jahr 1917. Nach seiner Abdankung 1917 hatte er vergebens darum gebeten, sich als Privatmann nach Liwadija zurückziehen zu dürfen.

### Sanatorium
Von 1931 bis 1941 wurde in der Palastanlage ein Sanatorium für Bauern betrieben. 1941 bis 1944 war Liwadija im Zweiten Weltkrieg von der deutschen Wehrmacht besetzt. Nach der Einnahme von Sewastopol und damit der gesamten Krim durch die 11. deutsche Armee fand im Schlossgarten von Liwadija am 6. Juli 1942 die zentrale Feierstunde zum Abschluss des Krimfeldzuges statt, auf der der kommandierende General Erich von Manstein zum Generalfeldmarschall ernannt wurde. Im Kriegsverlauf wurde das Gebäudeensemble stark beschädigt, aber nach Kriegsende wieder restauriert und bis auf den Haupttrakt des Weißen Palastes weiterhin als Sanatorium betrieben.

### Konferenz von Jalta

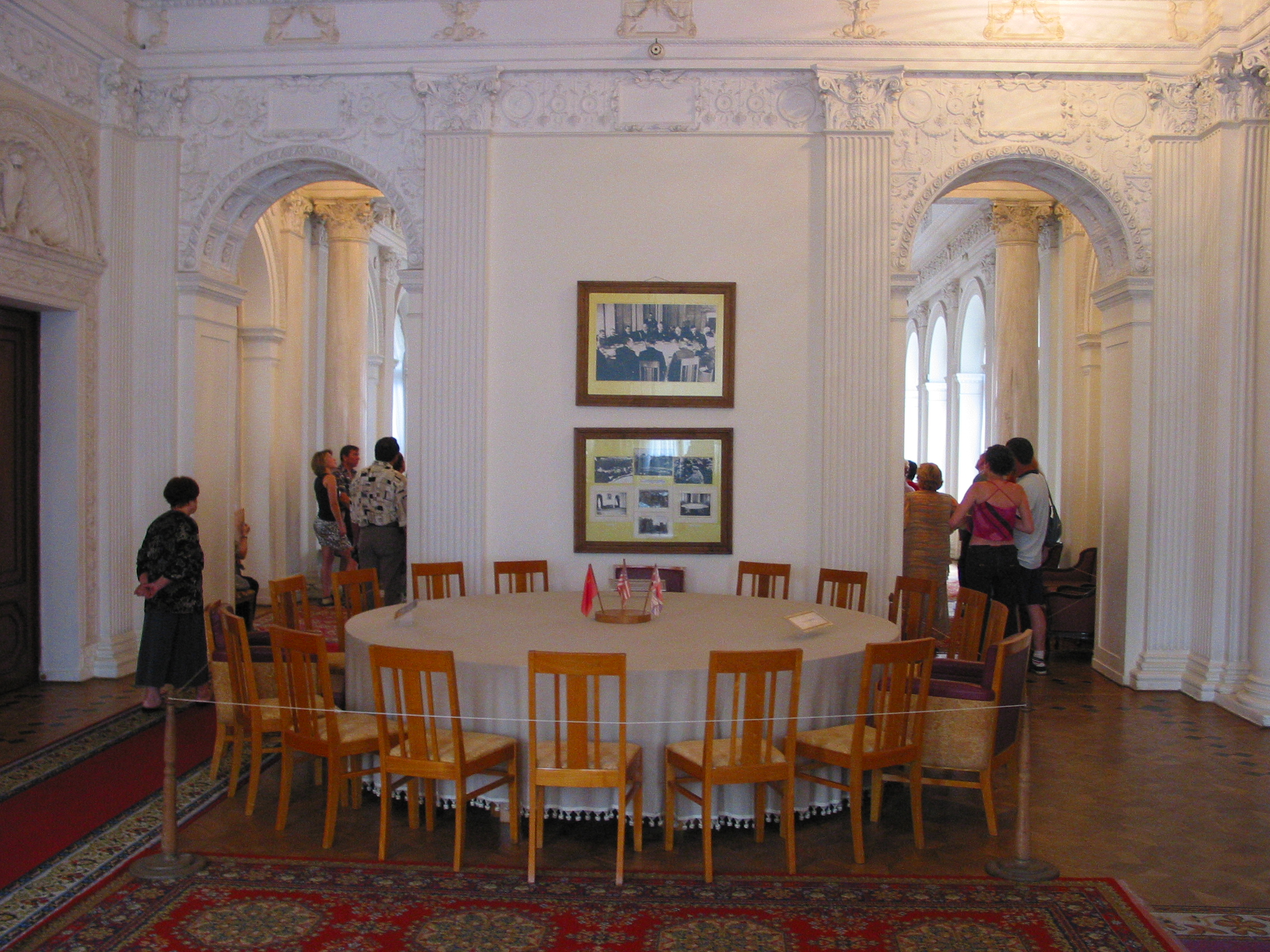
Der historische Konferenztisch

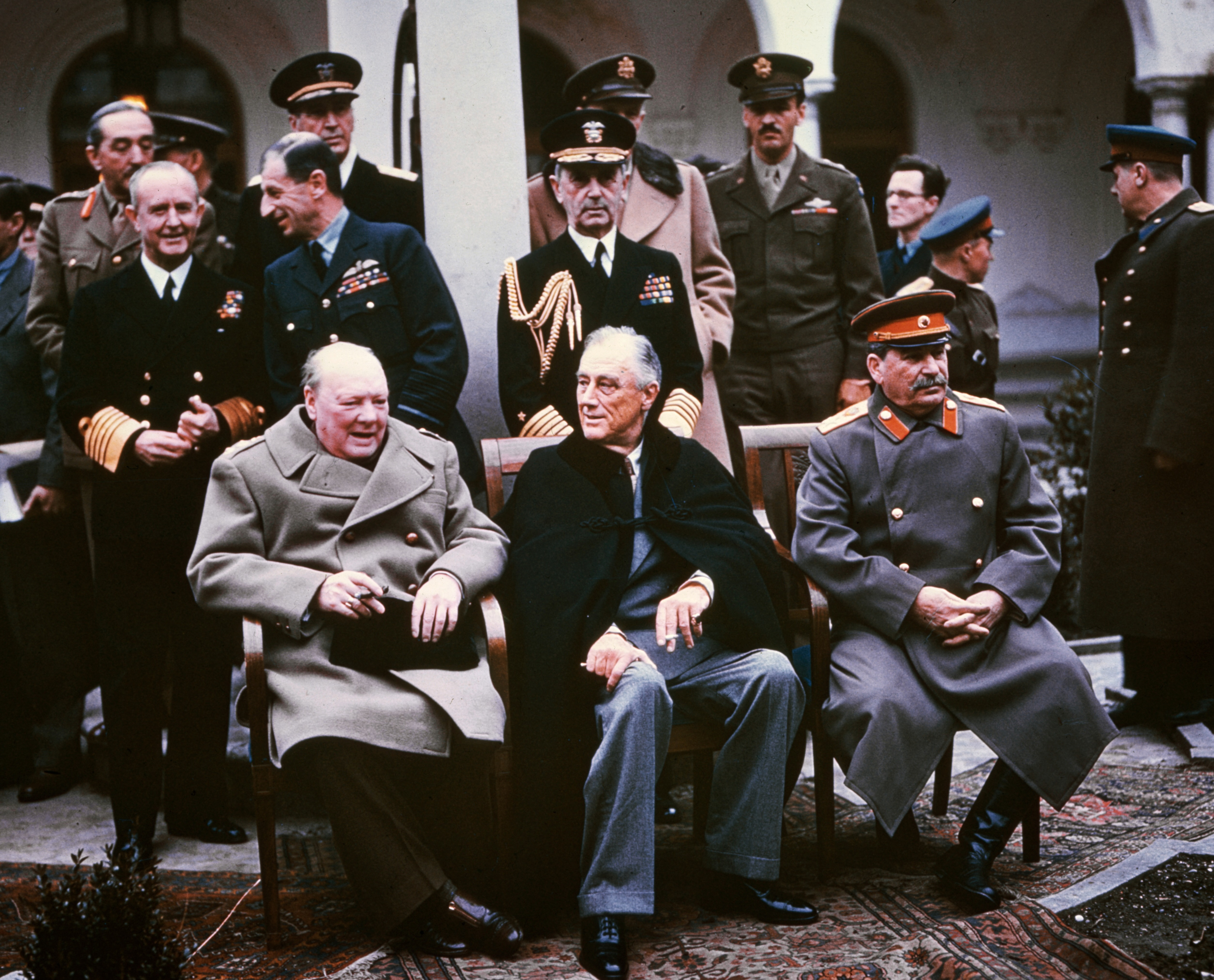
Churchill, Roosevelt und Stalin im italienischen Hof von Liwadija

Vom 4. bis 11. Februar 1945 fand im Liwadija-Palast die Konferenz von Jalta statt, an der die Führer der USA (Franklin D. Roosevelt), Großbritannien (Winston Churchill) und des Gastgebers Sowjetunion (Josef Stalin) über das Nachkriegseuropa verhandelten. Die Palastanlage wurde extra für diese Konferenz aufwändig restauriert.

## Museum
Anlässlich eines offiziellen Staatsbesuchs des damaligen US-Präsidenten Nixon 1974 in der Sowjetunion wurde im Haupttrakt des Weißen Palastes ein zeitgeschichtliches Museum eingerichtet. Das Parterre ist dabei der Konferenz von Jalta gewidmet, wo die Räume noch genau so wie zur Zeit der Konferenz eingerichtet sind. Die obere Etage konnte nach dem Zerfall der Sowjetunion 1992 mit den ursprünglichen Zarengemächern wieder eröffnet werden. Das Arbeitszimmer und die Gemächer der kaiserlichen Familie können besichtigt werden.

## Elektrizitätswerk und Orgelzentrum

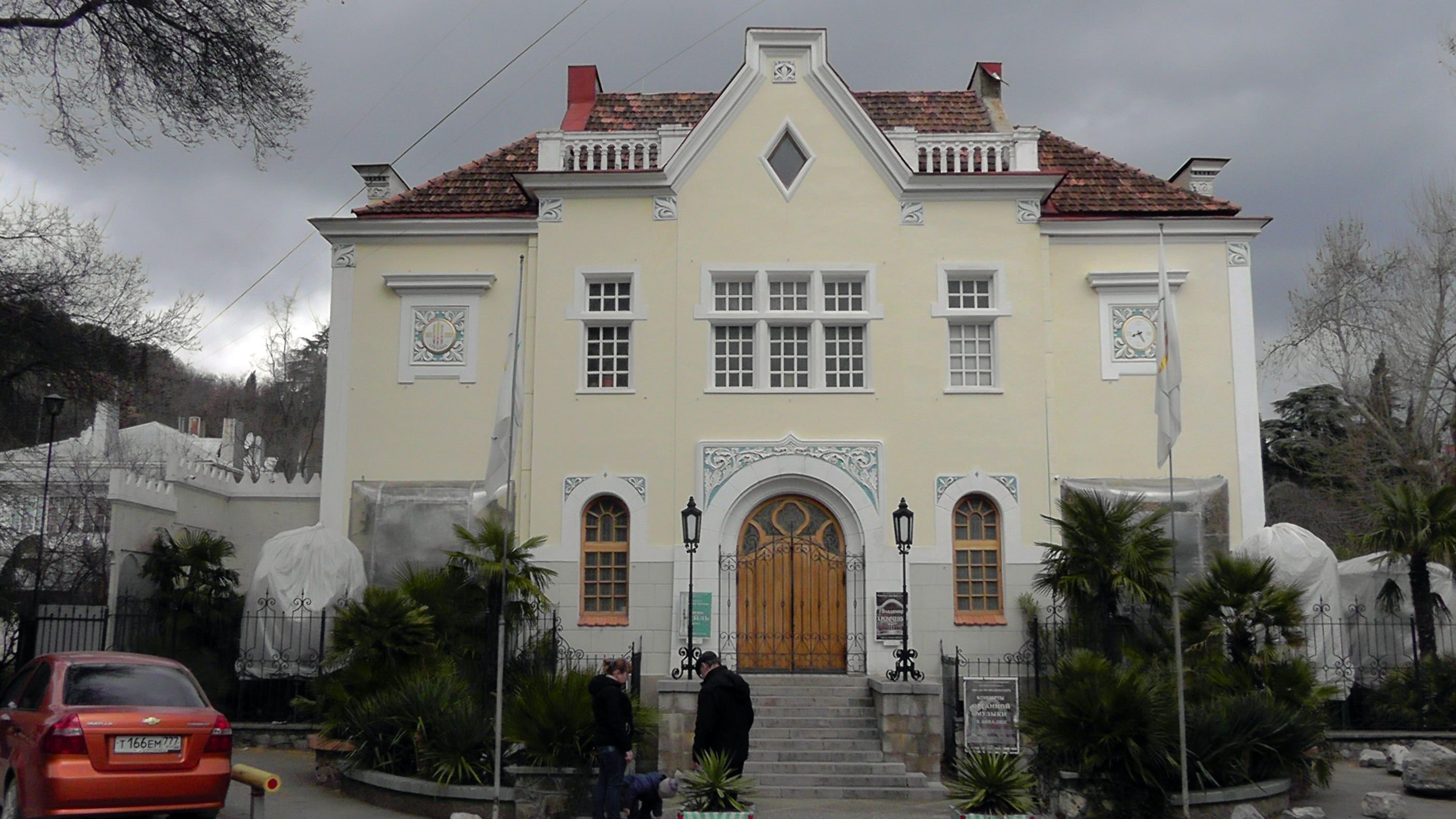
Orgelzentrum

1910 bis 1911 wurde für den Palast ein Elektrizitätswerk gebaut, entworfen vom Hofarchitekten Gleb Guschtschin. Dieses versorgte bald den ganzen Ort mit Strom.
In den 1920er Jahren wurde es stillgelegt und die Technik entfernt. In der Folgezeit wurde das Gebäude als Gaststätte, dann als Klub, Kriegsgefangenenlager, Lagerhalle und Werkstatt genutzt. In den späten 1980er Jahren war es stark abgenutzt.
In den 1990er Jahren gründete der Organist und Orgelbauer Wladimir Chromtschenko mit anderen dort das Zentrum für Orgelmusik «Livadia». Das Gebäude wurde instand gesetzt, es wurden  eine Orgelbauwerkstatt, Konzert- und Veranstaltungsräume eingerichtet. 1998 stellte Chromtschenko für das Zentrum eine Orgel mit 65 Registern fertig, die größte in der Ukraine und die erste von einem sowjetischen Orgelbauer geschaffene.
Es fanden regelmäßig Konzerte für Orgel oder auch andere Instrumente statt, von 2004 bis 2009 wurde das Fest Livadia als größtes Orgelfestival im Gebiet der GUS veranstaltet.